# 보루트 파호르

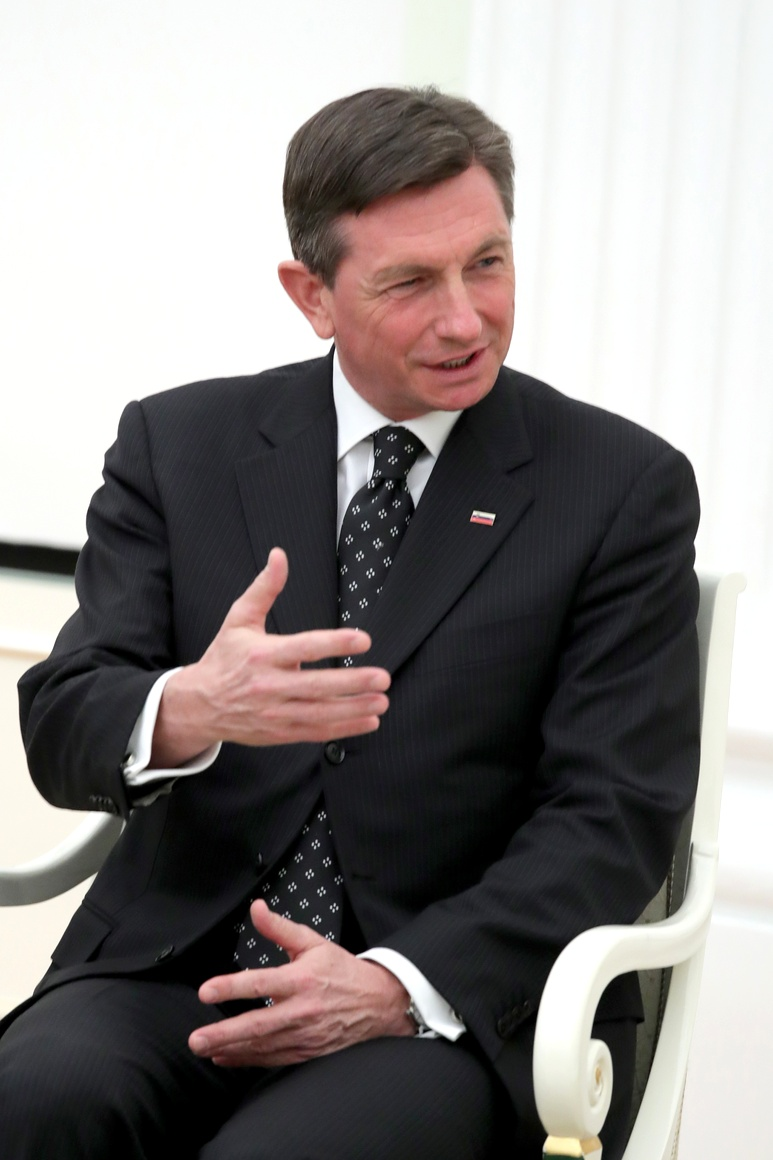
보루트 파호르

보루트 파호르(슬로베니아어: Borut Pahor, 1963년 11월 2일 ~ )는 슬로베니아의 정치인이다.
류블랴나 대학교를 졸업하였다. 슬로베니아가 유고슬라비아 티토주의 연방에 있었을 때 티토파 청년단체에서 활동했다. 1987년 반티토파인 사회민주당을 결성하였고, 1990년 슬로베니아 사회민주당을 창당하여 1997년에 당수에 올랐다. 2007년 대통령 선거에서 다닐로 튀르크 후보를 지지하였고, 튀르크 후보가 당선되었다. 2004년 총선에서는 사회민주당은 3위에 그쳤으나, 2008년 총선에서는 여당인 민주당을 1석 차이로 제치고 제 1당의 자리에 올랐다. 좌파 계열의 다른 정당과 연정을 구성, 2008년 11월 21일부터 2012년 2월 10일까지 6번째 슬로베니아의 총리가 되었으나 신임 투표에서 패배하였고, 사임하였다. 이후 2012년 12월 총선에 출마하여 슬로베니아 대통령에 당선되었다.